# Yoshikazu Isoda
Yoshikazu Isoda (født 27. maj 1965) er en tidligere japansk fodboldspiller.
Han har spillet for flere forskellige klubber i sin karriere, herunder Avispa Fukuoka.